# Всероссийский научно-исследовательский институт льна
Всероссийский научно-исследовательский институт льна (ВНИИЛ) — учреждение, занимающиеся организацией и проведением научных исследований в селекции льна, разработок технологий возделывания и первичной переработки льна-долгунца и льна масличного Является главной научной организацией по льну-долгунцу в России, активно участвует в международном научном сотрудничестве. Институт — держатель крупнейшей коллекции льна, самой большой коллекции микроорганизмов — возбудителей болезней льна. Возглавляет Институт Заместитель директора по региональному развитию обособленного подразделения НИИЛ, кандидат технических наук, доцент Горбатенков Александр Иванович. Местонахождение: г. Торжок, ул. Луначарского, дом 35.
Организован в 1930 году в Торжке (Тверская область) и являлся правопреемником Всесоюзного научно-исследовательского института.

## История
В 1930—1931 гг. в СССР была создана сеть научных и опытных учреждений по лубоволокнистым растениям, прежде всего по льну-долгунцу. 1 июня 1930 года на базе Льняной опытной станции при Московской сельскохозяйственной академии им. К. А. Тимирязева, создан научно-исследовательский институт прядильных лубоволокнистых растений. Его 9 ноября 1930 года реорганизовали во Всесоюзный научно-исследовательский институт льна и конопли (ВНИИЛ и К).
На основании приказа Министерства сельского хозяйства и продовольствия РСФСР от 10.06.1992 № 329 Всесоюзный научно-исследовательский институт льна переименован во Всероссийский научно-исследовательский институт льна. В 1998 году институт был передан в непосредственное подчинение Российской академии сельскохозяйственных наук. В 2009 г. в соответствии с постановлением Президиума Россельхозакадемии Институт переименован в Государственное научное учреждение Всероссийский научно-исследовательский институт (ГНУ ВНИИЛ Россельхозакадемии). В соответствии с Федеральным законом от 27 сентября 2013 г. № 253-ФЗ «О Российской академии наук, реорганизации государственных академий наук и внесении изменений в отдельные законодательные акты Российской Федерации» и распоряжением Правительства Российской Федерации от 30 декабря 2013 г. № 2591-р Институт передан в ведение Федерального агентства научных организаций (ФАНО России)". В 2014 году переименован в Федеральное государственное бюджетное научное учреждение «Всероссийский научно-исследовательский институт льна» (ФГБНУ ВНИИЛ). В соответствии с Приказом ФАНО России от 10 мая 2018 г. № 382 институт преобразован в Институт льна — филиал Федерального государственного бюджетного научного учреждения «Федеральный научный центр лубяных культур» (ФГБНУ ФНЦ ЛК). В 2020 году в соответствии с приказом Минобрнауки России от 03.02.2020 № 171 Институт льна — филиал ФГБНУ ФНЦ ЛК реорганизован в обособленное подразделение ФГБНУ ФНЦ ЛК в городе Торжок.

## Структура
К 2003 году Всероссийский научно-исследовательский институт льна включал: Отдел селекции (руководитель — Лошакова Нина Ивановна, кандидат сельскохозяйственных наук, заслуженный агроном РФ), куда входили Лаборатория селекции,
Лаборатория иммунитета, Лаборатория биотехнологии и Лаборатория генетики; Отдел семеноводства и семеноведения (руководитель — Янышина Антонина Александровна, кандидат сельскохозяйственных наук), куда входили Лаборатория семеноводства, Лаборатория семеноведения, Лаборатория механизации селекционно-семеноводческих работ; Отдел земледелия (руководитель — Сорокина Ольга Юрьевна, доктор сельскохозяйственных наук, профессор), куда входили
Лаборатория агротехники, Лаборатория агрохимии и Лаборатория защиты растений от сорняков, вредителей и болезней; Отдел технологии первичной переработки и стандартизации льносырья (руководитель — Большакова Светлана Романовна, кандидат технических наук), включавшая в себя Лабораторию технологии уборки и первичной обработки льносырья, Группу технологического анализа, Лабораторию стандартизации; Отдел экономики (руководитель — Позняков Борис Алексеевич, доктор экономических наук), с аспирантурой, группой научно-технической информации, научно-технической библиотекой, опытно-производственным хозяйством ВНИИ льна.
На 2022 год структура Института выглядит следующим образом

### Лаборатория селекционных технологий
Заведующая лабораторией — Рожмина Татьяна Александровна, доктор биологических наук

### Лаборатория агротехнологий
Заведующая лабораторией — Сорокина Ольга Юрьевна, доктор сельскохозяйственных наук

### Научно-производственная лаборатория
Заведующая лабораторией — Медведева Ольга Викторовна

### Административно-хозяйственный отдел
Заведующий отделом — Смирнов Борис Константинович

## Достижения института
Выведено, включено в Госреестр селекционных достижений РФ и внедрено 42 сорта льна-долгунца, создано 2 сорта льна масличного.
Разработано и освоено 26 селекционно-генетических и биотехнологических методов и 15 методов и схем создания и последующего воспроизводства оригинальных семян, более 250 приёмов, технологических процессов, технологий возделывания и первичной переработки льна-долгунца; получено 389 свидетельств и патентов на изобретения.